# Derrick White (basketballer)
Derrick Richard White (Parker, 2 juli 1994) is een Amerikaans basketballer.

## Carrière
White speelde collegebasketbal voor de UCCS Mountain Lions van 2012 tot 2015. Na een jaar te hebben uitgezeten speelde hij nog een laatste seizoen voor de Colorado Buffaloes. In 2017 stelde hij zich kandidaat voor de NBA draft en werd als 29e gekozen door de San Antonio Spurs. Hij speelde in de zomer van 2017 in de NBA Summer League voor de Spurs. Gedurende het seizoen 2017/18 werd hij verschillende keren uitgeleend aan de opleidingsploeg Austin Spurs in de NBA G League. In de zomer van 2018 speelde hij opnieuw in de NBA Summer League. Hij speelde bij de Spurs tot in februari 2022.
In februari 2022 werd hij door de Spurs geruild naar de Boston Celtics voor Romeo Langford, Josh Richardson en draftpicks. Met de Celtics werd hij in 2024 NBA kampioen.

## Erelijst
- NBA-kampioen: 2024
- NBA All-Defensive Second Team: 2023, 2024
- NBA G League-kampioen: 2018

## Statistieken

### Reguliere seizoen
| Seizoen  | Team              | WG  | WS  | MPW  | 2P%  | 3P%  | FW%  | RPW | APW | SPW | BPW | PPW  |
| -------- | ----------------- | --- | --- | ---- | ---- | ---- | ---- | --- | --- | --- | --- | ---- |
| 2017/18  | San Antonio Spurs | 17  | 0   | 8,2  | 48,5 | 61,5 | 70,0 | 1,5 | 0,5 | 0,2 | 0,2 | 3,2  |
| 2018/19  | San Antonio Spurs | 67  | 55  | 25,8 | 47,9 | 33,8 | 77,2 | 3,7 | 3,9 | 1,0 | 0,7 | 9,9  |
| 2019/20  | San Antonio Spurs | 68  | 20  | 24,7 | 45,8 | 36,6 | 85,3 | 3,3 | 3,5 | 0,6 | 0,9 | 11,3 |
| 2020/21  | San Antonio Spurs | 36  | 32  | 29,5 | 41,1 | 34,6 | 85,1 | 3,0 | 3,5 | 0,7 | 1,0 | 15,4 |
| 2021/22  | San Antonio Spurs | 49  | 48  | 30,3 | 42,6 | 31,4 | 86,9 | 3,5 | 5,6 | 1,0 | 0,9 | 14,4 |
| 2021/22  | Boston Celtics    | 26  | 4   | 27,4 | 40,9 | 30,6 | 85,3 | 3,4 | 3,5 | 0,6 | 0,6 | 11,0 |
| 2022/23  | Boston Celtics    | 82  | 70  | 28,3 | 46,2 | 38,1 | 87,5 | 3,6 | 3,9 | 0,7 | 0,9 | 12,4 |
| 2023/24  | Boston Celtics    | 73  | 73  | 32,6 | 46,1 | 39,6 | 90,1 | 4,2 | 5,2 | 1,0 | 1,2 | 15,2 |
| Carrière | Carrière          | 418 | 302 | 27,5 | 45,0 | 36,3 | 85,4 | 3,5 | 4,1 | 0,8 | 0,9 | 12,3 |

### Play-offs
| Seizoen  | Team              | WG | WS | MPW  | 2P%  | 3P%  | FW%  | RPW | APW | SPW | BPW | PPW  |
| -------- | ----------------- | -- | -- | ---- | ---- | ---- | ---- | --- | --- | --- | --- | ---- |
| 2017/18  | San Antonio Spurs | 3  | 0  | 6,1  | 50,0 | 50,0 | —    | 0,0 | 0,3 | 0,3 | 0,7 | 2,3  |
| 2018/19  | San Antonio Spurs | 7  | 7  | 27,2 | 54,7 | 29,4 | 731  | 3,0 | 3,0 | 0,7 | 0,7 | 15,1 |
| 2021/22  | Boston Celtics    | 23 | 3  | 25,4 | 36,4 | 31,3 | 82,4 | 3,0 | 2,7 | 0,9 | 0,6 | 8,5  |
| 2022/23  | Boston Celtics    | 20 | 16 | 29,7 | 50,5 | 45,5 | 91,2 | 3,0 | 2,1 | 0,6 | 1,0 | 13,4 |
| 2023/24  | Boston Celtics    | 19 | 19 | 35,6 | 45,2 | 40,4 | 92,1 | 4,3 | 4,1 | 0,9 | 1,2 | 16,7 |
| Carrière | Carrière          | 72 | 45 | 28,7 | 45,5 | 39,4 | 85,2 | 3,2 | 2,8 | 0,8 | 0,9 | 12,4 |

0 Tatum · 
4 Holiday · 
7 Brown · 
8 Porziņģis · 
9 White · 
11 Pritchard · 
12 Brissett · 
13 Peterson · 
20 Davison · 
26 Tillman · 
27 Walsh · 
30 Hauser · 
40 Kornet · 
42 Horford · 
44 Springer · 
50 Mykhailiuk · 
88 Queta · 
Coach Mazzulla